# Revolutions
A Revolutions (Forradalmak) Jean-Michel Jarre 1988-ban megjelent, kilencedik nagylemeze.
Az angliai ipari forradalmak, a hatvanas évek forradalmainak, a számítógépkorszak forradalmának, a kivándorlóknak és Dulcie Septembernek állít emléket a lemez.
A „London Kid” című szám gitárszólóját Hank Marvinnal, a The Shadows együttes gitárosával írták és adják elő.
A „September” című szám Dulcie Evonne September (1935–1988) dél-afrikai apartheidellenes aktivista előtt tiszteleg.
Az 1994-es új kiadásnál a „Revolutions” stúdió változatát kicserélték az 1990-es párizsi La Défense koncerten előadott változatra. A felvezető furulyaszóló helyett arab vonósok kezdik a számot, a címe is megváltozott Revolution, Revolutionsra.

## Számlista

### 1988-as eredeti kiadás
1. "Industrial Revolution" - 16:33
  1. Overture – 5:20
  2. Part 1 – 5:08
  3. Part 2 – 2:18
  4. Part 3 – 3:47
2. "London Kid" – 4:34
3. "Revolutions" – 5:01
4. "Tokyo Kid" – 5:22
5. "Computer Weekend" – 5:00
6. "September" – 3:52
7. "The Emigrant" – 3:56

### 1994-es kiadás
1. "Industrial Revolution" Overture – 5:20
2. "Industrial Revolution" Part 1 – 5:08
3. "Industrial Revolution" Part 2 – 2:18
4. "Industrial Revolution" Part 3 – 4:47
5. "London Kid" – 4:34
6. "Revolution, Revolutions" – 4:55
7. "Tokyo Kid" – 5:18
8. "Computer Weekend" – 4:38
9. "September" – 3:52
10. "The Emigrant" – 4:05